# عدد موئینگی
عدد مویینگی(به انگلیسی: Capillary number) عدد بی بعدی است که در مکانیک سیالات به نسبت بین نیروی ناشی از گرانروی به تنش سطحی که در سطح بین مایع و گاز یا در سطح بین دو مایع غیرقابل حل عمل می‌کنند گفته می‌شود. طبق تعریف مقدار آن توسط رابطه زیر به دست میاید:
{\displaystyle {\text{Ca}}\ {\stackrel {\mathrm {def} }{=}}\ {\frac {\mu V}{\gamma }}}
در این عبارت {\displaystyle \mu } لزجت می‌باشد، {\displaystyle V} سرعت و {\displaystyle \gamma } کشش سطحی بین دو سیال می‌باشد.